# Labancz Gyula
Labancz Gyula (Budapest, 1941. január 22. – 1996. január 18.) költő, verseire az erős gondolatiság a jellemző.

## Élete
Gimnáziumi tanulmányait nem fejezte be 1958-től fizikai munkás később gondnok, anyagbeszerző volt a Budaprintnél(1995-tól). 1964-től közölt verseket. Először a kecskeméti Forrásban, majd a Vigíliában. 1975–ben a Párizsi Magyar Műhely adott ki tőle egy vékony kötetet. Ekkor figyelt fel rá a hazai magyar könyvkiadás is. A Szüntelen képmás című kötetét Pomogáts Béla mutatta be az írószövetségben. Az 1970–es évek végén, 1980–as években volt népszerű. Írt róla a Kortárs, a Mozgó Világ, az Ezredvég. 1990–től szellemi szabadfoglalkozásúként dolgozott. Az 1990-es években szegény körülmények között élt, többször betegeskedett. Utolsó kötete már saját kiadásában jelent meg.

## Művei
- Kettőjük között, 1964
- Idő: személyi csönddel Párizs, 1975
- Szüntelen képmás, 1978
- Lélegzettől lélegzetig, 1982
- Kéreg-közel, 1984
- Hajnali dramaturgia, 1987
- Civil vadon, 1990
- Hanghoz az arc, 1992
- Ha eső, akkor Rilke, 1992
- Megcsendülő fehér, 1994
- Megcsendülő fehér, avagy Krúdy még egyszer átpörgeti a kalendáriumot, 1994
- Fagysebforradás – Újabb és régi versek, szerzői kiadás, 1995 [9]